# Powiat łęczycki
Powiat łęczycki – powiat w Polsce w  województwie łódzkim, utworzony w 1999 roku w ramach reformy administracyjnej. Jego siedzibą jest miasto Łęczyca. Na jego terenie znajduje się geometryczny środek Polski.
Według danych z 31 grudnia 2019 roku powiat zamieszkiwało 49 747 osób. Natomiast według danych z 30 czerwca 2020 roku powiat zamieszkiwały 49 562 osoby.

## Geografia

### Położenie i obszar
Powiat łęczycki ma obszar 772,75 km².
Powiat stanowi 4,24% powierzchni województwa łódzkiego.

### Podział administracyjny
W skład powiatu wchodzą:
- gmina miejska: Łęczyca
- gminy miejsko-wiejskie: Grabów, Piątek
- gminy wiejskie: Daszyna, Góra Świętej Małgorzaty, Łęczyca, Świnice Warckie, Witonia
- miasta: Grabów, Łęczyca, Piątek

| lp.   | Herb | Gmina                   | siedziba                | powierzchnia (km²) | ludność | gęstość zaludnienia (osób/km²) |
| ----- | ---- | ----------------------- | ----------------------- | ------------------ | ------- | ------------------------------ |
| 1     |      | Daszyna                 | Daszyna                 | 80,91              | 3983    | 49                             |
| 2     |      | Góra Świętej Małgorzaty | Góra Świętej Małgorzaty | 90,26              | 4431    | 49                             |
| 3     |      | Grabów                  | Grabów                  | 154,96             | 6122    | 40                             |
| 4     |      | Łęczyca                 | Łęczyca                 | 150,57             | 8530    | 57                             |
| 5     |      | Piątek                  | Piątek                  | 133,18             | 6188    | 46                             |
| 6     |      | Świnice Warckie         | Świnice Warckie         | 93,47              | 3986    | 43                             |
| 7     |      | Witonia                 | Witonia                 | 60,45              | 3310    | 55                             |
| 8     |      | Łęczyca                 |                         | 8,95               | 14512   | 1621                           |
| Razem | –    | 8                       | 7                       | 772,75             | 51062   | 66                             |

Powiat łęczycki graniczy z czterema powiatami województwa łódzkiego: kutnowskim, łowickim, zgierskim i poddębickim oraz z jednym powiatem województwa wielkopolskiego: kolskim.

## Demografia

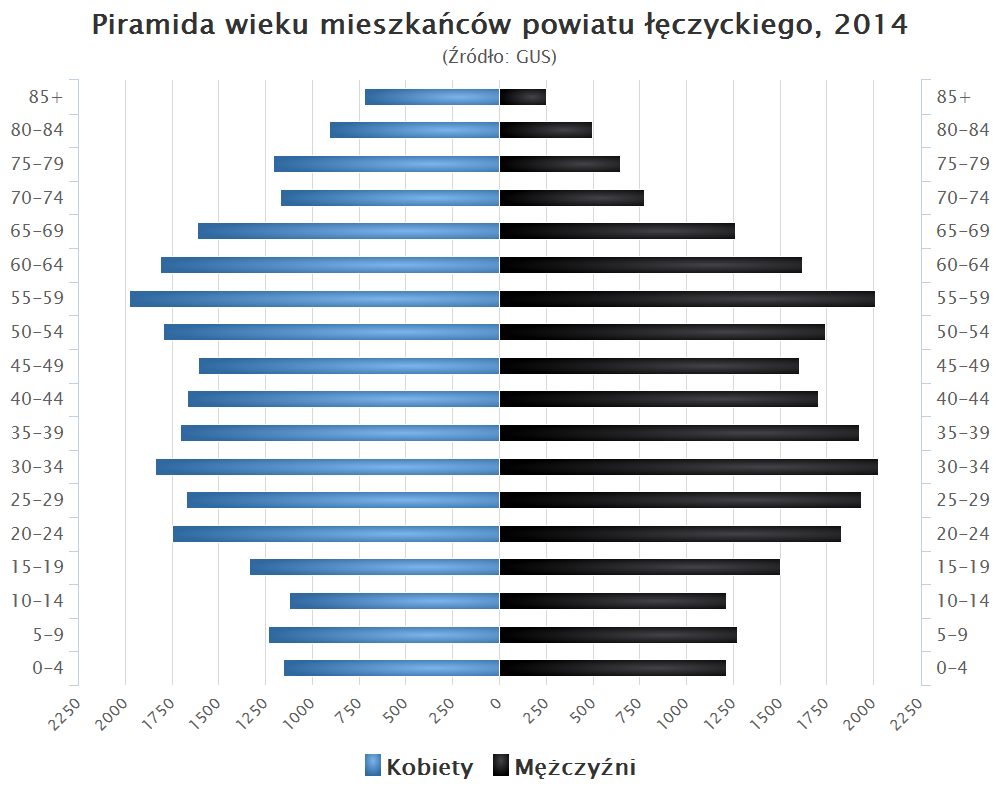
Piramida wieku mieszkańców powiatu łęczyckiego w 2014 roku

Liczba ludności (dane z 31 grudnia 2015):
|        | Ogółem | Ogółem | Kobiety | Kobiety | Mężczyźni | Mężczyźni |
| osób   | %      | osób   | %       | osób    | %         |           |
| ------ | ------ | ------ | ------- | ------- | --------- | --------- |
| Ogółem | 51 062 | 100    | 26 184  | 51,28   | 24 878    | 48,72     |
| Miasto | 14 512 | 28,42  | 7755    | 15,19   | 6757      | 13,23     |
| Wieś   | 36 550 | 71,58  | 18 429  | 36,09   | 18 121    | 35,49     |

▶Wieś vs ▶miasto
Ogółem (▶k, ▶m)
Miasto (▶k, ▶m)
Wieś (▶k, ▶m)

## Media

### Prasa
Gazety ukazujące się w powiecie: 
- Gazeta Lokalna Kutna i Regionu
- Gazeta Lokalna "ELE24"

### Portale internetowe
- www.PanoramaLeczycy.pl

## Religia

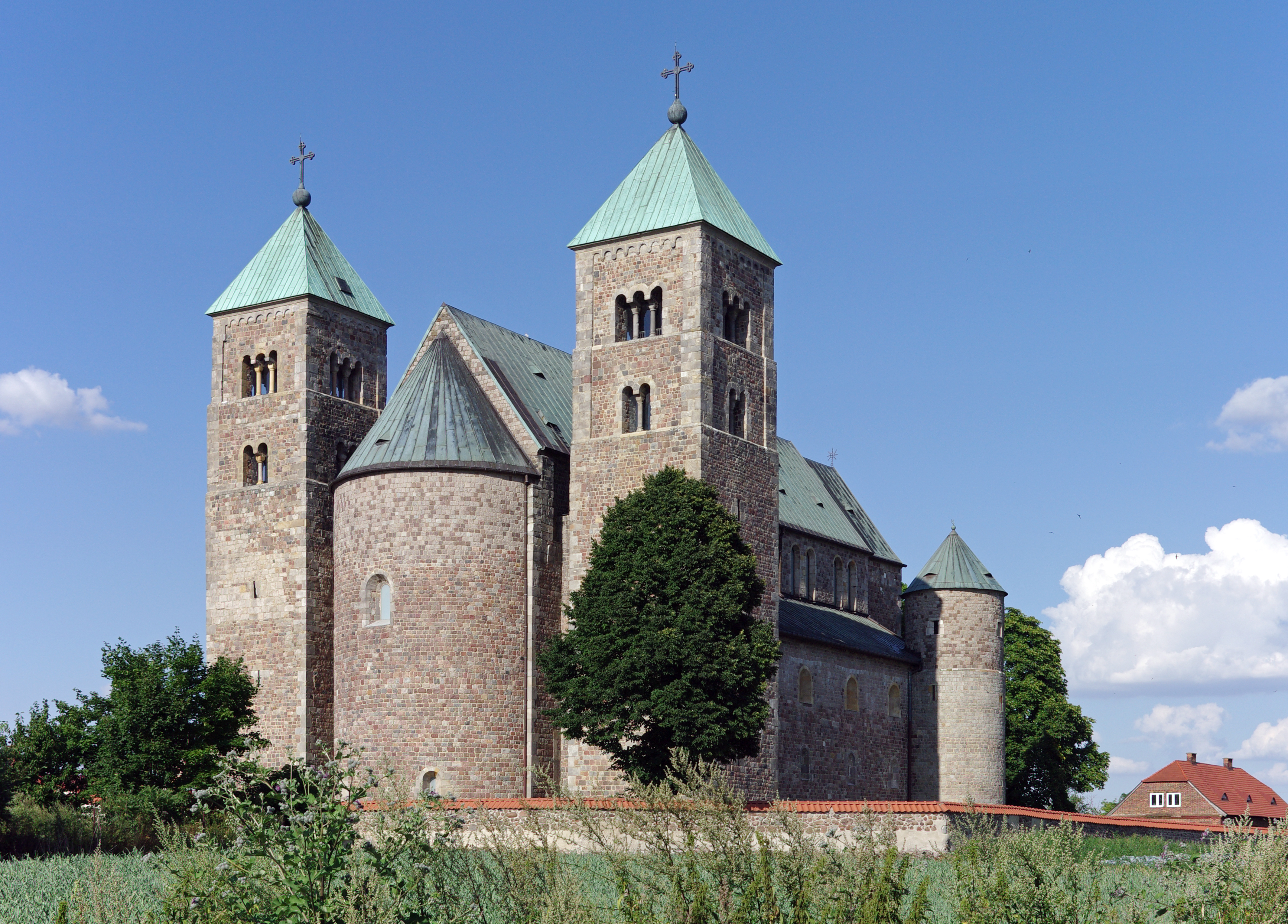
Archikolegiata w Tumie

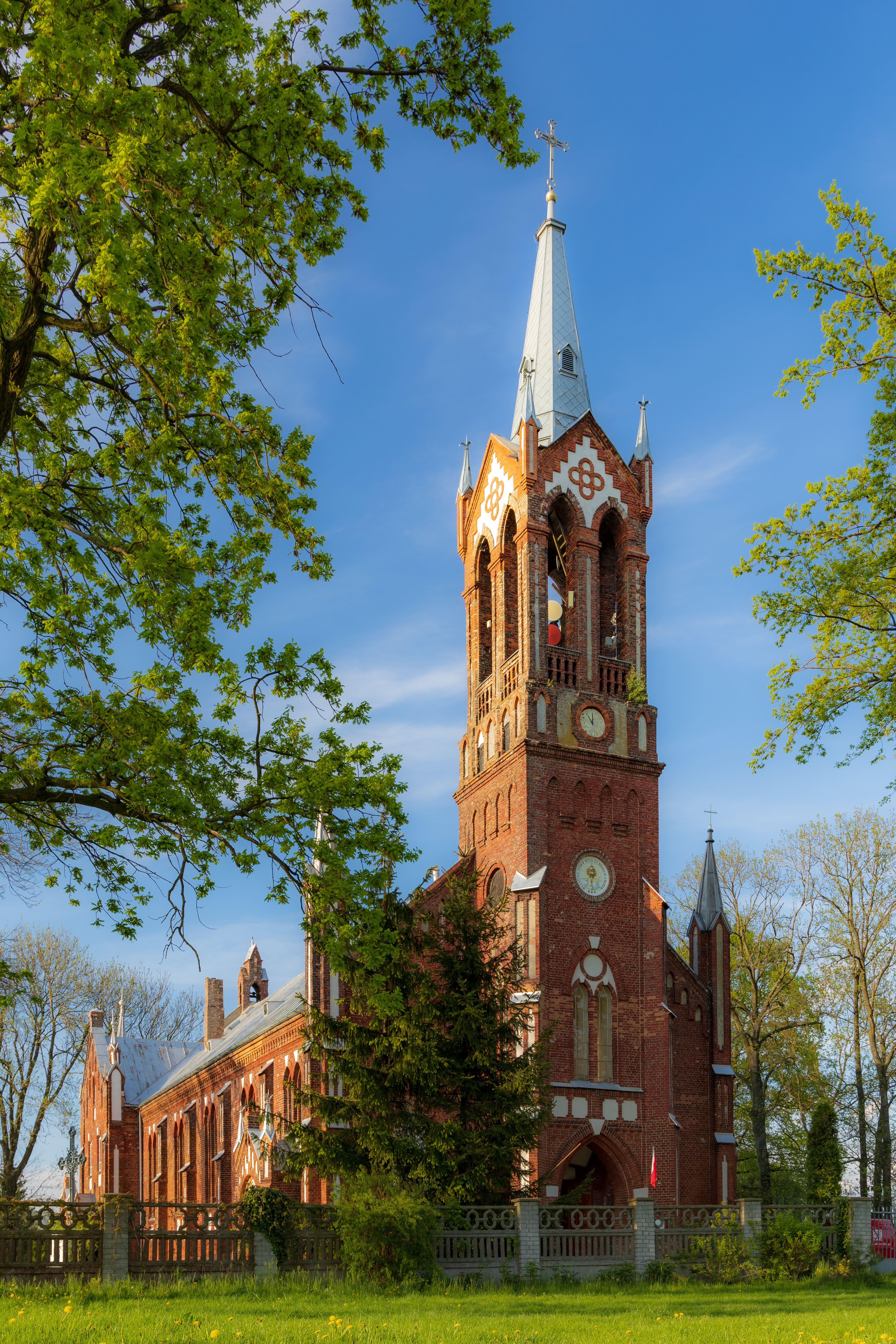
Kościół mariawitów w Nowej Sobótce

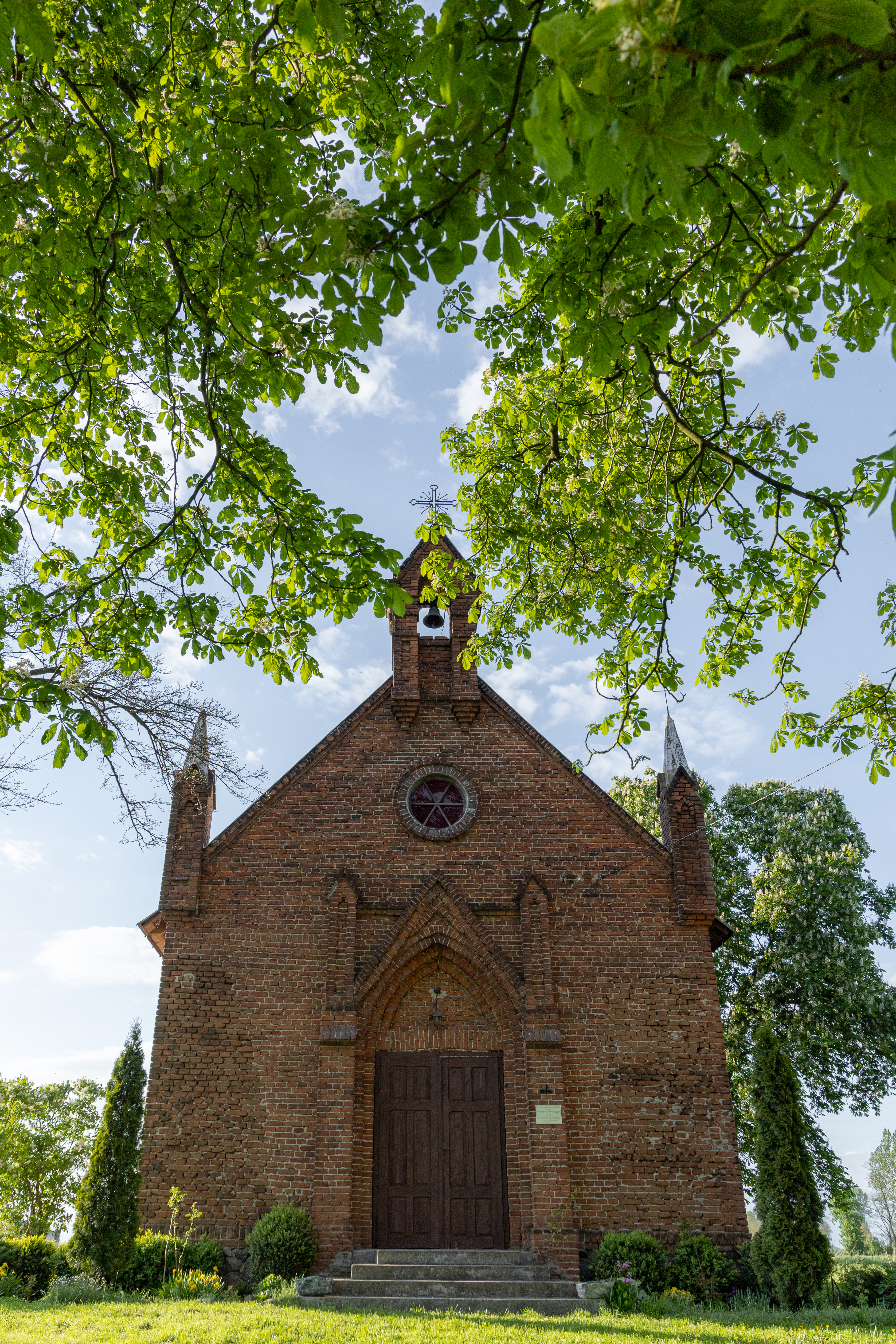
Kościół mariawitów w Kadzidłowej

Zdecydowaną większość mieszkańców powiatu łęczyckiego stanowią wierni Kościoła rzymskokatolickiego:
- Metropolia łódzka, diecezja łowicka
  - dekanat łęczycki:
    - Parafia Najświętszego Serca Pana Jezusa w Błoniu
    - Parafia św. Stanisława w Grabowie
    - parafia św. Marii Magdaleny w Leźnicy Małej
    - Parafia Niepokalanego Poczęcia Najświętszej Maryi Panny w Łęczycy
    - Parafia św. Andrzeja Apostoła w Łęczycy
    - parafia św. Marcina w Siedlcu
    - parafia św. Bartłomieja Apostoła w Topoli Królewskiej
    - Parafia Najświętszej Marii Panny Królowej i św. Aleksego w Tumie

  - dekanat piątkowski
    - parafia św. Małgorzaty w Górze Świętej Małgorzaty
    - parafia św. Trójcy w Piątku

  - dekanat krośniewicki
    - Parafia św. Jana Chrzciciela w Mazewie
    - Parafia św. Mateusza Apostoła i św. Rocha w Starej Sobótce
- Metropolia gnieźnieńska, diecezja włocławska
  - dekanat kłodawski
    - parafia św. Rozalii w Pieczewie

  - dekanat uniejowski
    - parafia św. Marcina Biskupa w Chwalborzycach
    - parafia Świętych Apostołów Piotra i Pawła w Grodzisku
    - parafia św. Kazimierza w Świnicach Warckich

Znaczną mniejszość stanowią mariawici.
- Kościół Starokatolicki Mariawitów
  - diecezja śląsko-łódzka
    - Parafia Przenajświętszego Sakramentu w Kadzidłowej
    - Parafia św. Mateusza Apostoła i Ewangelisty i św. Rocha w Nowej Sobótce
    - Parafia Trójcy Przenajświętszej w Piątku
- Kościół Katolicki Mariawitów
  - kustodia płocka
    - Parafia Przenajświętszego Sakramentu w Zieleniewie

Ponadto na terenie powiatu mieszkają Świadkowie Jehowy, ewangelicy augsburscy, zielonoświątkowcy i adwentyści dnia siódmego.

## Starostowie łęczyccy
Na podstawie źródła:
- Wojciech Zdziarski (14 listopada 1998 – 19 listopada 2002)
- Zbigniew Wojtera (19 listopada 2002 – 25 listopada 2006)
- Wojciech Zdziarski (25 listopada 2006 – 21 listopada 2018)
- Janusz Teodor Mielczarek (21 listopada 2018 – nadal)